# Bailur, Khanapur
Bailur là một làng thuộc tehsil Khanapur, huyện Belgaum, bang Karnataka, Ấn Độ.